# Unipol
Unipol Gruppo Finanziario S.p.A. es una compañía italiana de servicios financieros operando en los campos de seguros y banca, situándose en la cuarta firma del país. Con sede en Bolonia, la compañía fue fundada en 1962 como cooperativa proveedora de seguros que no fueran seguros de vida. Después de un intento fallido de adquisición de Banca Nazionale del Lavoro en 2005, Unipol vio dimitir a su consejero delegado Giovanni Consorte en medio del escándalo bancopoli. Consorte después fue declarado culpable por uso de información privilegiada en la venta de acciones de la compañía. Bajo los sustitutos de Consorte, Pierluigi Stefanini y Carlo Salvatori, la compañía ha experimentado una extensa reestructuración en 2007. Su sede se localiza en la Torre Unipol, Bolonia.